# 전주연
전주연(全珠延, 1974년 8월 22일 ~ )은 대한민국의 제6대 광주광역시의원이었다.

## 학력
- 경희대학교 불어불문학과 졸업

## 경력
- 민주노동당 광주시당 무상교육추진위원회 위원장
- 광산구 교육희망네트워크 집행위원
- 사랑의 몰래산타 광주본부 공동대표
- 2010.07 ~ 2014.06 제6대 광주광역시의회 의원
- 2010.07 ~ 2012.07 제6대 광주광역시의회 전반기 의회운영위원회 위원
- 2010.07 ~ 2012.07 제6대 광주광역시의회 전반기 행정자치위원회 위원
- 2010.07 ~ 2012.07 제6대 광주광역시의회 전반기 예산결산특위원회 위원
- 2010.07 ~ 2012.07 제6대 광주광역시의회 전반기 문화수도특위원회 위원
- 2010.07 ~ 2012.07 제6대 광주광역시의회 전반기 윤리특위원회 위원
- 2012.07 ~ 2014.06 제6대 광주광역시의회 후반기 산업건설위원회 위원
- 2012.07 ~ 2014.06 제6대 광주광역시의회 후반기 예산결산특위원회 위원
- 2012.07 ~ 2014.06 제6대 광주광역시의회 후반기 투자유치사업행정사무조사특위원회 위원
- 2012.07 ~ 2014.06 제6대 광주광역시의회 후반기 문화수도특위원회 위원
- 2012.07 ~ 2014.06 제6대 광주광역시의회 후반기 성평등특위원회 위원

## 역대 선거 결과
|  | 16.86% |

|  | 26.23% |

|  | 4.10% |